# Suhandi
Suhandi (sinh ngày 29 tháng 10 năm 1991) là một cầu thủ bóng đá người Indonesia hiện tại thi đấu ở vị trí tiền vệ cho PSMS Medan ở Liga 1.